# Sportclub Wiener Neustadt 2015-2016
Questa voce raccoglie le informazioni riguardanti il Sportclub Wiener Neustadt nelle competizioni ufficiali della stagione 2015-2016.

## Rosa
| N. |                    | Ruolo | Calciatore           |
| -- | ------------------ | ----- | -------------------- |
| 5  | Austria (bandiera) | C     | René Seebacher       |
| 6  | Austria (bandiera) | C     | Markus Rusek         |
| 7  | Austria (bandiera) | C     | David Harrer         |
| 8  | Austria (bandiera) | D     | Balakiyem Takougnadi |
| 9  | Austria (bandiera) | C     | Julian Salamon       |
| 10 | Austria (bandiera) | C     | Christoph Saurer     |
| 13 | Austria (bandiera) | C     | Sargon Duran         |
| 14 | Austria (bandiera) | C     | Thomas Kindig        |
| 15 | Austria (bandiera) | D     | Remo Mally           |
| 17 | Austria (bandiera) | C     | Ahmetcan Özmen       |
| 18 | Austria (bandiera) | D     | Florian Sittsam      |
| 19 | Austria (bandiera) | A     | Daniel Maderner      |

| N. |                    | Ruolo | Calciatore         |
| -- | ------------------ | ----- | ------------------ |
| 20 | Austria (bandiera) | C     | Manfred Fischer    |
| 21 | Austria (bandiera) | C     | Nikola Ivic        |
| 23 | Austria (bandiera) | D     | Andreas Pfingstner |
| 24 | Austria (bandiera) | D     | Mustafa Yavuz      |
| 25 | Austria (bandiera) | D     | Mirza Jatic        |
| 27 | Austria (bandiera) | P     | Domenik Schierl    |
| 28 | Austria (bandiera) | A     | Mario Stefel       |
| 29 | Austria (bandiera) | D     | Philipp Hütter     |
| 30 | Austria (bandiera) | P     | Martin Fraisl      |
| 33 | Austria (bandiera) | P     | Stefan Schuller    |
|    | Austria (bandiera) | C     | Mario Ebenhofer    |

### Staff tecnico
| Allenatore:            | Günter Kreissl |
| Allenatore in seconda: | Mario Posch    |
| Allenatore portieri:   | Martin Dedek   |
| Preparatore atletico:  | Thomas Jerey   |